# Iván Rivera Flores
Iván Rivera Flores (Lima, 21 de junio de 1946 - Washington D. C., 10 de febrero de 2018) fue un economista peruano.

## Biografía
Estudió Economía en la Pontificia Universidad Católica de Chile, en la cual obtuvo el título de Economista. Realizó un máster en ciencia y estudios de doctorado (PHD) en economía en la Universidad de Chicago.
En 1969 ingresó a trabajar al Banco Central de Reserva del Perú como Jefe de Deuda Pública.
En 1986 comenzó a trabajar en el Banco Mundial como Economista Sectorial (1986-1990) y luego como Economista de País (1990-1993). Fue Asesor del Directorio de 1996 a 2006. 
Se ha desempeñado como docente de Economía en la Pontificia Universidad Católica del Perú.
Falleció en Washington D. C. en febrero de 2018.

## Actividad pública
En 1980 fue designado Viceministro de Industria por el presidente Fernando Belaúnde Terry, cargo que ocupó hasta 1983. En el mismo periodo fue director de Petroperú y Vicepresidente del Directorio de SIDERPERÚ.
En 1983 fue designado Secretario General del Ministerio de Industria, Turismo e Integración.
De 1993 a 1996 fue Jefe del Gabinete de Asesores del Ministerio de Economía y Finanzas.

### Ministro de Industria
El 4 de agosto de 1983 fue nombrado Ministro de Industria, Turismo e Integración por el presidente Fernando Belaúnde Terry. Ejerció el cargo hasta abril de 1984.

## Publicaciones
- La crisis económica peruana: génesis, evolución y perspectivas (1979)
- Principios de macroeconomía: un enfoque de sentido común (2017)